# Scherper (tijdschrift)
Scherper is het enige Vlaamse cartoontijdschrift met allerlei informatie rond cartoons en karikaturen. Doelpubliek zijn cartoonisten en cartoonliefhebbers. Het cartoontijdschrift is ontstaan uit een samenwerkingsverband tussen het Europees Cartoon Centrum te Kruishoutem, de cartoonistenvereniging KEVER en de vzw IHA (international humor in art).